# Зубаир
Зубаир (каз. Зубаир) — село в Бородулихинском районе Абайской области Казахстана. Административный центр Зубаировского сельского округа. Код КАТО — 633849100.

## Население
В 1999 году население села составляло 516 человек (247 мужчин и 269 женщин). По данным переписи 2009 года, в селе проживали 352 человека (178 мужчин и 174 женщины).